# Barclaya
Barclaya is een geslacht van waterplanten uit de waterleliefamilie (Nymphaeaceae). De soorten komen voor in tropisch Azië. Het geslacht werd vernoemd naar de in Amerika geboren Engelse bierbrouwer Robert Barclay.

## Synoniem
Hydrostemma is een naam die voorrang heeft boven de naam Barclaya, omdat die zes maanden eerder werd gepubliceerd. De naam Barclaya, die veel bekender is dan Hydrostemma, is echter geconserveerd en Hydrostemma is dus een synoniem van Barclaya.

## Taxonomie
Barclaya wordt soms in zijn eigen familie Barclayaceae geplaatst, maar morfologische en genetische studies geven steun aan de plaatsing van het geslacht in de waterleliefamilie (Nymphaeaceae).

## Soorten
- Barclaya longifolia Wall.
- Barclaya kunstleri (King) Ridl.
- Barclaya motleyi Hook.f.
- Barclaya rotundifolia Hotta

... · 
Barclaya · 
Euryale · 
Nuphar · 
Nymphaea · 
Victoria · 
...